# Grand Prix Bati-Metallo
Le Grand Prix Bati-Metallo  est une course cycliste belge organisée entre 1999 et 2017. Durant son existence, elle se déroule au mois d'avril. Elle met aux prises uniquement des coureurs juniors (17/18 ans) et fait partie du calendrier international juniors en catégorie 1.1MJ. L'épreuve est organisée à Pommerœul et s'appelle jusqu'en 2006 le Grand Prix Pommerœul. 
L'épreuve disparaît à l'issue de l'édition 2017.

## Palmarès
| Année | Vainqueur           | Deuxième             | Troisième                |
| ----- | ------------------- | -------------------- | ------------------------ |
| 1999  | Nick De Baillie     | Tommy Es             | Stéphane Saweryniuk      |
| 2000  | Dieter De Weirdt    | Joeri Meyen          | Gleen Decroock           |
| 2001  | Dirk Hoorelbeke     | Joeri Wannijn        | Steve Schets             |
| 2002  | Steve Destrebecq    | Bart De Roeck        | Dieter De Meester        |
| 2003  | Tom Leezer          | Jérémy Devaux        | Jan Bakelants            |
| 2004  | Michel Kreder       | Angelo Verveken      | Robert Berke             |
| 2005  | Ian Stannard        | Dimitri Claeys       | Pieter Vuysteke          |
| 2006  | Nicolas Bertuille   | Jarl Salomein        | Matthias Allegaert       |
| 2007  | Frederik Catrysse   | Jarl Salomein        | Michaël Savo             |
| 2008  | Louis Verhelst      | Moreno De Pauw       | Tim De Troyer            |
| 2009  | Kevin De Jonghe     | Moreno Hofland       | Dimitri Severin          |
| 2010  | Wout Franssen       | Danny van Poppel     | Dieter Bouvry            |
| 2011  | Maarten van Trijp   | Alexander Maes       | Ivar Slik                |
| 2012  | Bavo Haemels        | Jasper Dult          | Mathieu van der Poel     |
| 2013  | Mathias Van Gompel  | Wiebren Plovie       | Charlie Arimont          |
| 2014  | Gianni Wytinck      | Bram Dejonghe        | Pascal Eenkhoorn         |
| 2015  | Dylan Bouwmans (nl) | Gauthier Vandevyvere | Kenneth Vanborm          |
| 2016  | Alessandro Covi     | Wouter Van Ende      | Moreno Marchetti         |
| 2017  | Carlo van den Berg  | Jarne Van de Paar    | Vebjørn Bredesen Rønning |